# Крамаренко Євген Юрійович
Євген Юрійович Крамаренко (14 січня 1879, Умань — 27 січня 1957) — український професор-хірург.

## Біографія

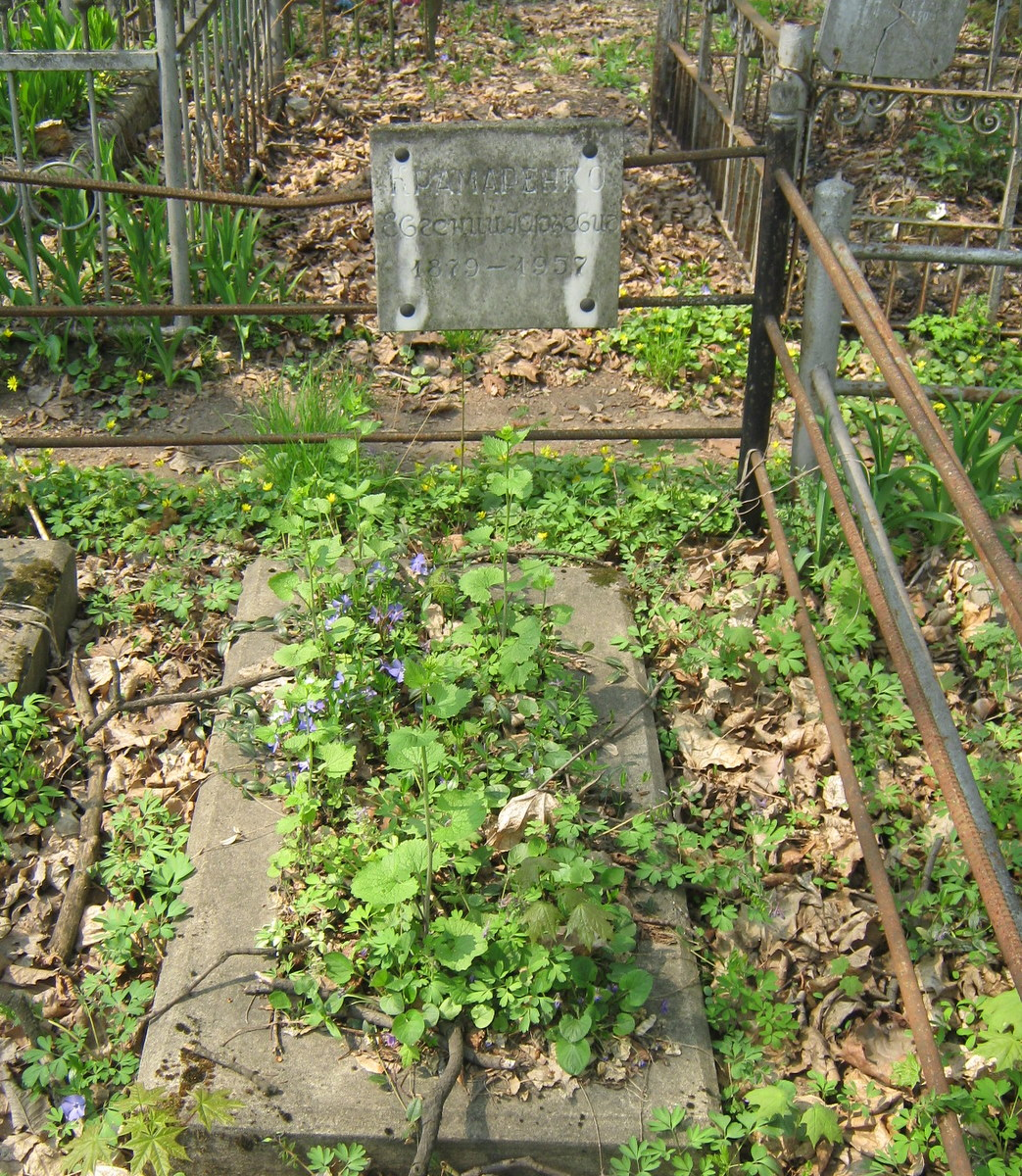
Могила Євгена Крамаренка

Народився 14 січня 1879 в Умані. До 1911 року — земський лікар в Україні. В 1914—1918 роках — хірург в госпіталях.
Помер 27 січня 1957 року. Похований в Києві на Лук'янівському цвинтарі (ділянка № 33, ряд 9, місце 8).

## Лікарська діяльність
Автор понад 160 наукових праць з проблем боротьби з раком. Зробив перше переливання крові в Україні.